# Codul număr-sunet
Codul număr-sunet este o metodă mnemotehnică folosită pentru a ușura  memorarea numerelor.

## Istoric
Pierre Hérigone (1580-1643) a fost un matematician și astronom francez care  a conceput cea mai veche versiune a sistemului numeral fonetic. Sistemul  a fost perfecționat de  Stanislaus Mink von Wennsshein acum 300 de ani. Matematicianul și filozoful german Gottfried Wilhelm von Leibniz îl face cunoscut. În 1808, Gregor von Feinaigle  contribuie la  îmbunătățirea lui. În 1844 Francis Fauvel Gouraud (1808-1847) a susținut  și el o serie de prelegeri în vederea popularizării. Stenograful francez Aimé Paris (1798–1866), îi conferă forma actuală, variantă care cunoaște o popularitate fără precedent.

## Metoda
Metoda are la bază  convertirea numerelor în consoane, acestea din urmă în cuvinte, prin adăugarea de vocale, potrivit principiului psihologic conform căruia cuvintele, mai ales dacă sunt integrate în propoziții și fraze, se rețin mai repede decât numerele.

## Descriere
Codificarea se realizeaza pe baza sistemului mnemotehnic creat de matematicianul francez Pierre Hérigone
 și perfecționat  de Gregor von Feinaigle și Aimé Paris.

## Tabel de codificare fonetică a numerelor
Acest tip de codificare are o valabilitate internatională. Modificările sunt minimale și se datorează foneticii fiecarei limbi.  O variantă, care ține seama de specificul fonetic și lexical al limbii române a fost propusă de Gavriil Stiharul.
| Număr | Foneme asociate                | Exemplu                                            |
| ----- | ------------------------------ | -------------------------------------------------- |
| 0.    | S, Z                           | si, zi, soia, za, Zoie, oază, Zeu, zău             |
| 1.    | T, D                           | tui, tuie, tei, dar, do, dor, Doru, ață, ateu      |
| 2.    | N                              | nai, nea, nuia, an, Nae, Noe, Ana, ONU             |
| 3.    | M                              | mi, mai, amor, amar, Ema                           |
| 4.    | R                              | roi, rai, râie, rouă, râu, Aro, re, eră, erou, oră |
| 5.    | L                              | el, Lia, Laie, uliu, ulei                          |
| 6.    | GE, GI, CE, CI, Ș. J,          | șa, joi, Geo                                       |
| 7.    | C, G, CHE, CHI, GHE, GHI, K, Q | ac, ochi, ecou, cui                                |
| 8.    | F, V                           | fa, FAO, foaie, vie                                |
| 9.    | P, B                           | bar, baie, bou, pui, pai, boa, apă, opiu, oboi     |

## External links
- en Phonetic Mnemonic System Arhivat în 2 mai 2013, la Wayback Machine.
- it Sergio Chiodo, Corso di memotecniche

- en  Biografie Pierre Hérigone
- en Gregor von Feinaigle, The New Art Of Memory
- Tehnici de memorare
- Tehnici de memorare cu aplicatii in matematica Arhivat în 27 aprilie 2017, la Wayback Machine.
- Rowntree Derek Învață cum să înveți